# 白水县各级文物保护单位列表
以下为陕西省渭南市白水县的各级文物保护单位:

## 全国重点文物保护单位
| 仓颉墓与庙 | 5-416  | 古建筑 | 白水县 | 明、清         |  |
| 下河西遗址 | 7-0438 | 古遗址 | 白水县 | 新石器时代、汉 |  |
| 永垣陵     | 7-0672 | 古墓葬 | 白水县 | 晋             |  |

## 陕西省文物保护单位
- 飞泉寺遗址
- 杜康墓
- 雷公墓
- 白水城隍庙
- 白水寿圣寺
- 雷村遗址
- 西落雁遗址
- 槐沟河摩崖造像